# Cimitirul Vesel din Săpânța

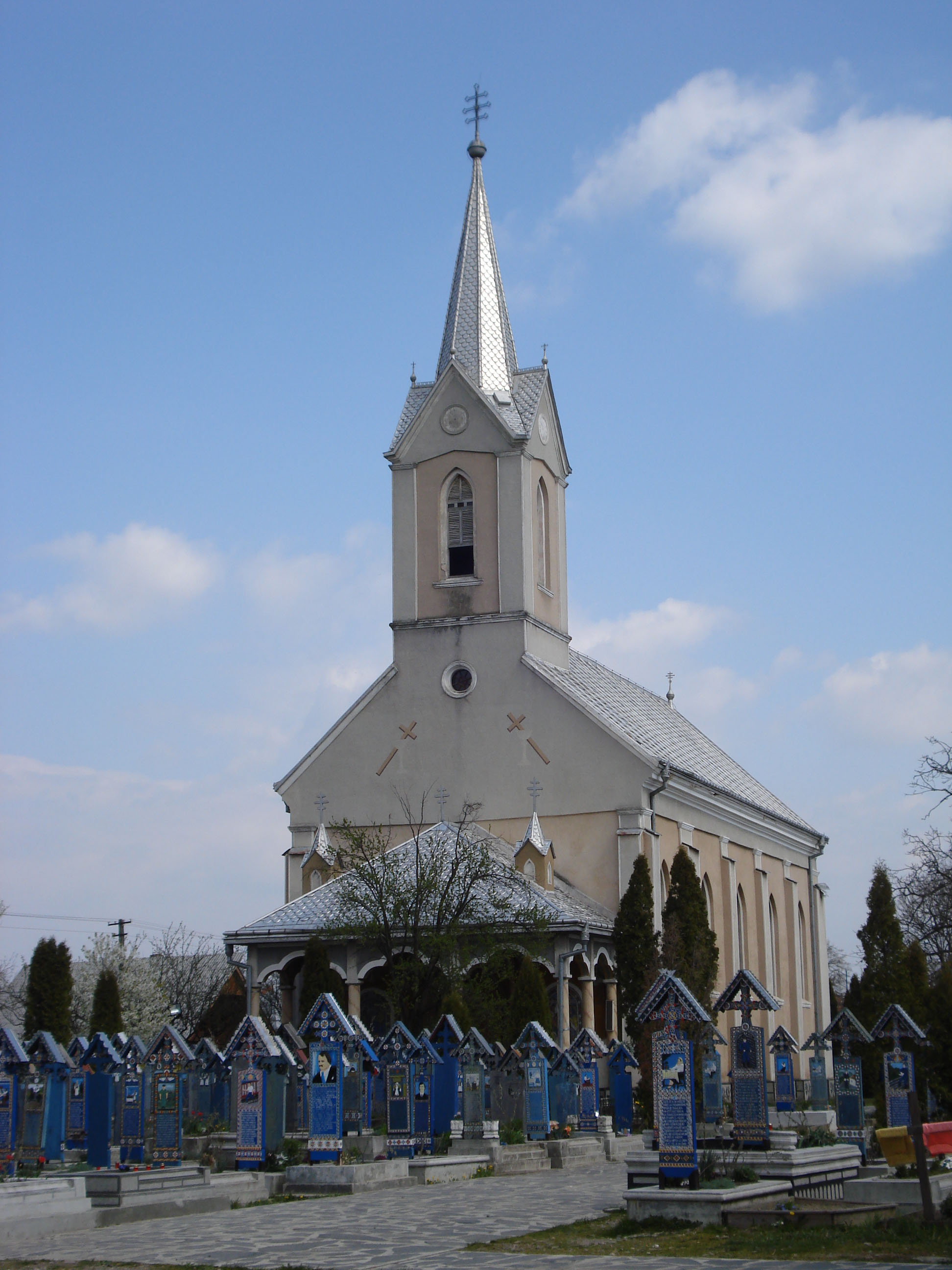
Biserica greco-catolică din Cimitirul Vesel, înainte de demolare (2008)

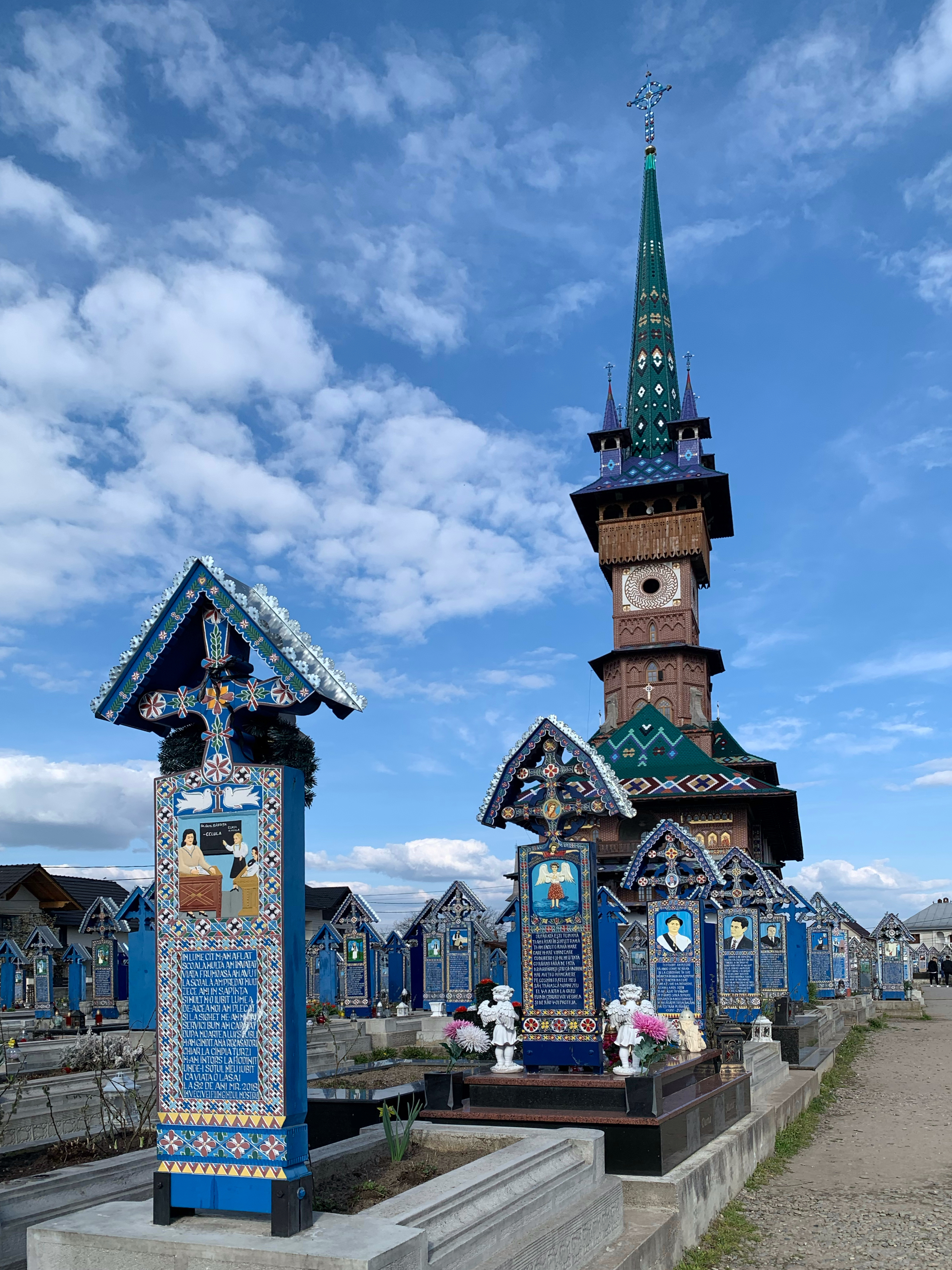
Cimitirul Vesel, vara

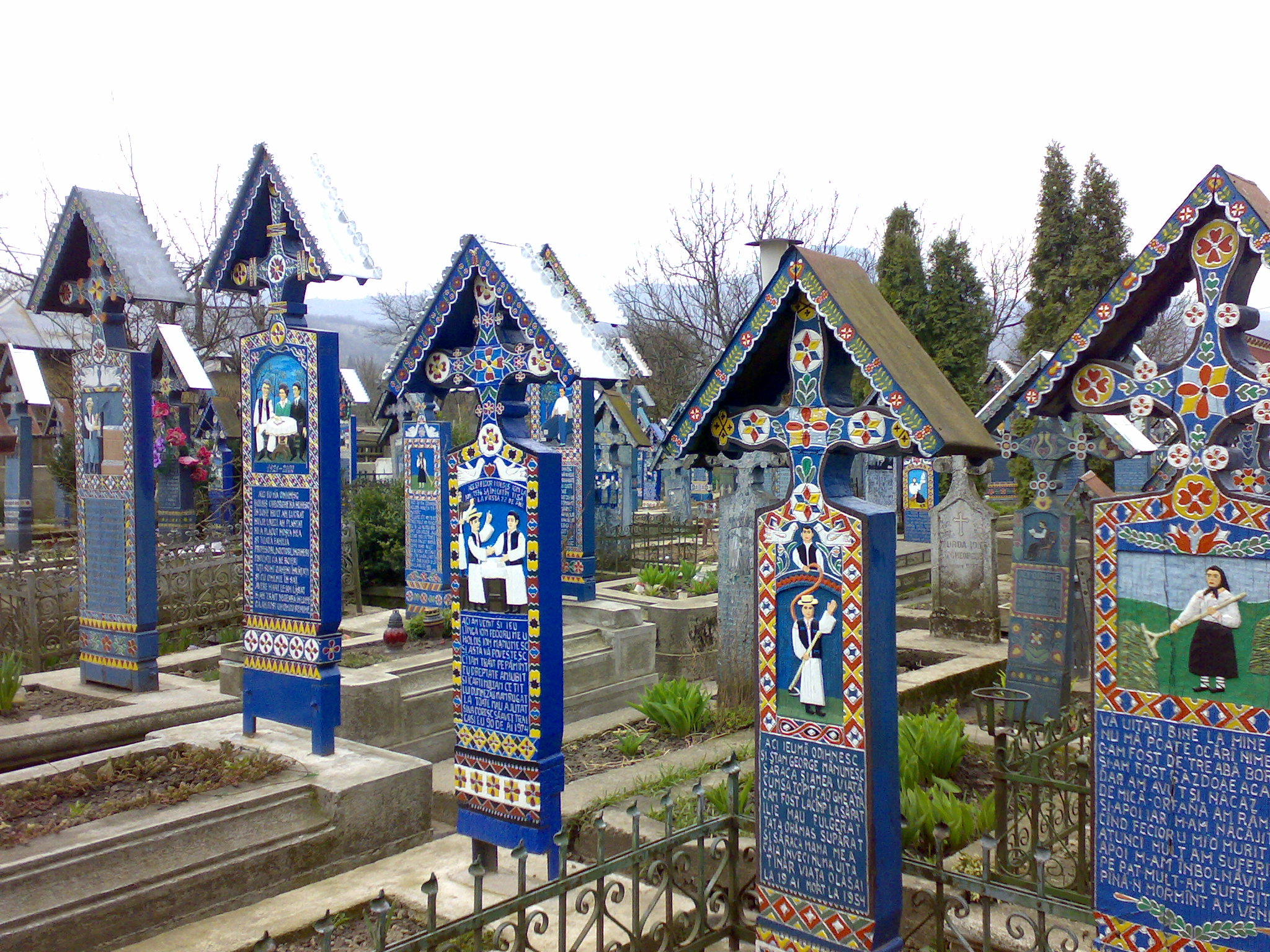
Imagine din Cimitirul Vesel

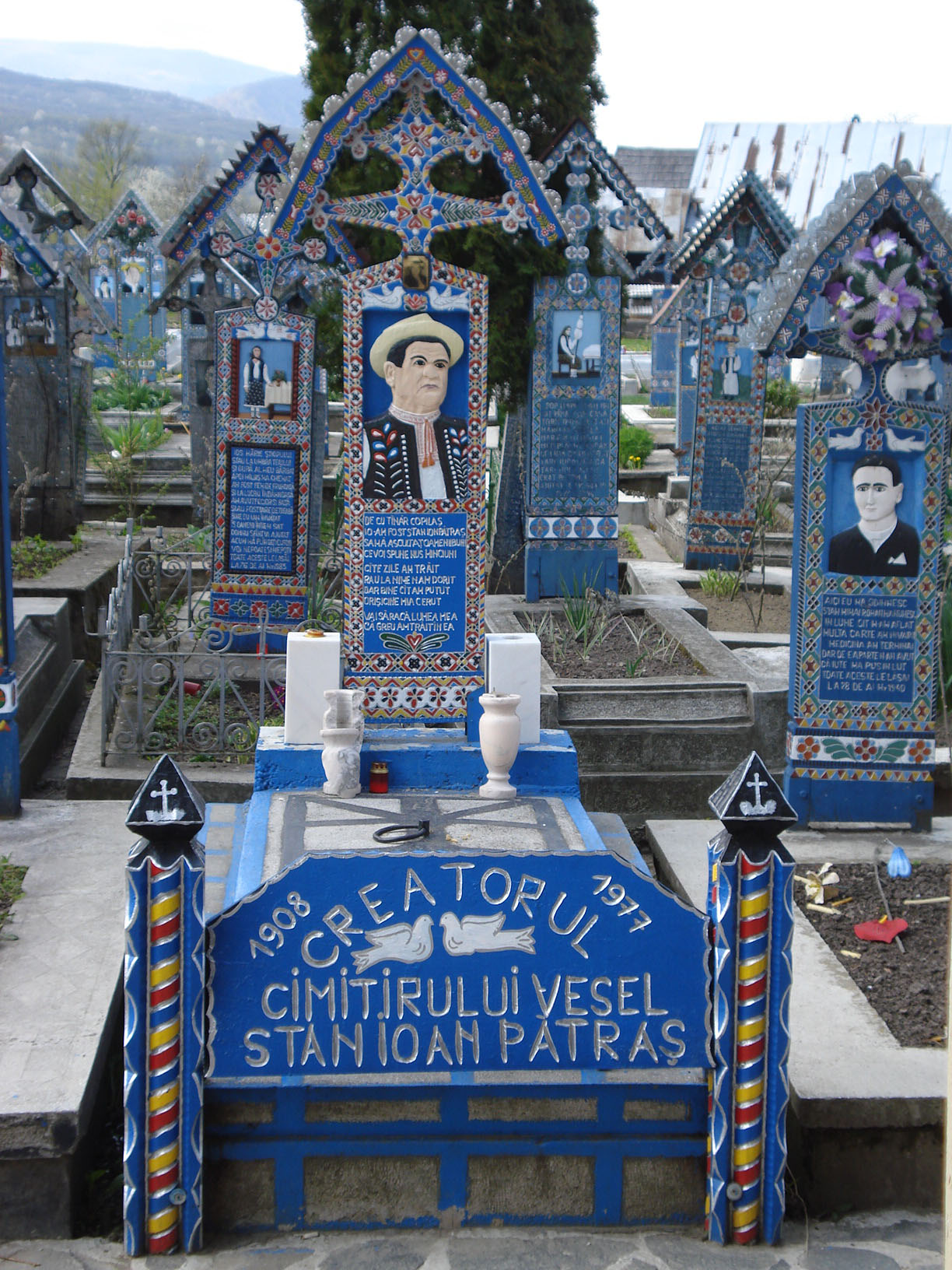

Cimitirul Vesel este un cimitir din localitatea Săpânța, județul Maramureș, faimos pentru crucile mormintelor viu colorate și picturile naive reprezentând scene dodoo
viața și ocupația persoanelor înhumate. Pe unele cruci există chiar versuri în care sunt amintite, deseori cu nuanțe umoristice, persoanele respective.
Ineditul acestui cimitir este diferențierea față de cultura populară, care consideră moartea ca un eveniment trist. În anul 1935, la sugestia preotului greco-catolic Grigore Rițiu (1892-1969), care era profesor de română și latină, meșterul Stan Ioan Pătraș (1908-1977) a realizat partea verticală a crucilor ceva mai lată, cu loc pentru epitaf. Preotul Rițiu, soția și copiii săi au fost scoși din casa parohială și arestați după război, dar inițiativa sa s-a păstrat. Ucenicul lui Stan Ioan Pătraș, Dumitru Pop-Tincu (1955-2022), a preluat în 1977 obiceiul început în perioada interbelică. Din 1935 datează primul epitaf, iar din anii 1960 încoace, întreg cimitirul a fost populat cu circa 800 astfel de cruci, sculptate din lemn de stejar, devenind un muzeu în aer liber de natură unică și o atracție turistică.
Din anul 2009 cimitirul este obiectivul festivalului anual „Drumul Lung spre Cimitirul Vesel”.
Unele cruci sunt pictate pe ambele părți. Pe o parte este plasată o descriere a vieții celui îngropat, iar pe cealaltă — o descriere a motivului morții. Majoritatea crucilor sunt scrise cu greșeli de ortografie și variante arhaice de scriere.
Pe crucea lui Stan Ioan Pătraș, fondatorul cimitirului, sunt scrise următoarele:
De cu tînăr copilaș

Io am fost Stan Ion Pătraș

Să mă ascultaț[sic] oameni buni

Ce voi spune nu-s minciuni

Cîte zile am trăit

Rău la nime n-am dorit

Dar bine cît-am[sic] putut

Orișicine mia[sic] cerut

Vai săraca lumea mea

Că greu am trăit în ea
Pe o altă piatră scrie:
Sub această cruce grea

Zace biata soacră-mea

Trei zile de mai trăia

Zăceam eu și cetea ea.

Voi care treceți pă aici

Încercați să n-o treziți

Că acasă dacă vine

Iarăi[sic] cu gura pă mine

Da așa eu m-oi purta

Că-napoi n-a înturna

Stai aicea dragă soacră-mea

### Imagini
- Fotografii cu Cimitirul Vesel Arhivat în 28 iunie 2009, la Wayback Machine.
- Cimitirul Vesel (poze)
- Cimitirul Vesel - galerie de cruci
- Cimitirul Vesel - galerie de imagini
- FOTOGALERIE Cimitirul Vesel din Săpânța, în topul cimitirelor unice în lume, 12 noiembrie 2011, Adevărul
- L’Express: Cimitirul Vesel din Săpânța, ales printre cele mai frumoase din lume. GALERIE FOTO, 5 noiembrie 2012, Mihai Schiau, Gândul
- Fotografii Cimitirul Vesel de la Sapanta Arhivat în 30 septembrie 2020, la Wayback Machine.